# Wisembach
Wisembach é uma comuna francesa na região administrativa do Grande Leste, no departamento de Vosges. Estende-se por uma área de 11.3 km², e possui 414 habitantes, segundo o censo de 2018, com uma densidade de 37 hab/km².